# 亜細亜大学吹奏楽団
亜細亜大学吹奏楽団（あじあだいがくすいそうがくだん、Asia University Wind Orchestra）は、日本のアマチュア吹奏楽団。亜細亜大学に属する吹奏楽クラブである。2021年時点で全日本吹奏楽コンクールに通算10回出場している（金賞7回、銀賞2回、失格1回）。

## 歴史
- 1964年 創部
- 1976年 全日本吹奏楽コンクール初出場（指揮・小長谷宗一）
- 1978年 全日本吹奏楽コンクール初の金賞受賞（指揮・榊原栄）
- 1979年 中華民国親善演奏旅行
- 1983年 インドネシア親善演奏旅行
- 1987年 北京演奏旅行
- 1991年 タイ親善演奏旅行
- 1995年 マレーシア親善演奏旅行
- 1999年 全日本吹奏楽コンクール通算10回目の出場
- 2016年 大連演奏旅行
- 2017年 北京演奏旅行[1]

## 全日本吹奏楽コンクールの成績
| 年度 | 指揮者     | 課題曲                                            | 自由曲 | 賞                         |
| ---- | ---------- | ------------------------------------------------- | --- | -------------------------- |
| 1976 | 小長谷宗一 | ポップス描写曲「メイン・ストリートで」 岩井直溥   | バレエ音楽「三角帽子」より 終幕の踊り ファリャ／小長谷宗一編                                                             | 銀                         |
| 1977 | 松崎 仁    | ディスコ・キッド 東海林修                         | ラ・ヴァルス ラヴェル／榊原栄編                                                                                          | 失格 (タイムオーバー)      |
| 1978 | 榊原 栄    | ジュビラーテ ジェイガー                           | スキタイ組曲「アラとロリー」より I.ヴェレスとアラへの讃仰 II.邪神チュジボーグと魔界の悪鬼の踊り プロコフィエフ／榊原栄編 | 金                         |
| 1981 | 小長谷宗一 | 行進曲「青空の下で」 坂本智／藤田玄播             | バレエ組曲「ロデオ」より カウボーイの休日 コープランド/小長谷宗一編                                                      | 金                         |
| 1982 | 小長谷宗一 | サンライズ・マーチ 岩河三郎                       | 交響曲第2番より 第3・4楽章 ボロディ／小長谷宗一編                                                                        | 金                         |
| 1992 | 淀彰       | 吹奏楽のための「クロス・バイ・マーチ」 三善晃     | 交響詩「海」より 第3楽章「風と海との対話」 ドビュッシー／淀彰編                                                          | 金                         |
| 1995 | 小倉啓介   | アップル・マーチ 野村正憲                         | 交響的印象「教会のステンドグラス」より III.聖クララの朝の祈り II.大天使聖ミカエル レスピーギ／小倉啓介編                 | 金                         |
| 1996 | 小倉啓介   | 交響的譚詩 〜吹奏楽のための 露木正登              | スラヴ舞曲より 第7番、第15番 ドヴォルザーク／小倉啓介編                                                                  | 金                         |
| 1998 | 小倉啓介   | 稲穂の波 福島弘和                                 | バレエ音楽「眠りの森の美女」より 情景、パノラマ、リラの精、情景、終曲 チャイコフスキー／小倉啓介編                       | 金                         |
| 1999 | 小倉啓介   | 行進曲「K点を越えて」 高橋伸哉                    | バレエ音楽「くるみ割り人形」より 情景、冬の松林、終曲、アポテオーズ チャイコフスキー／小倉啓介編                         | 銀                         |
| 2000 | 小倉啓介   | 胎動の時代ー吹奏楽のために 池辺晋一郎             | バレエ音楽《コッペリア》 より 鐘の行進曲、ボレロ、ジーグ、第2幕終曲 ドリーブ／小倉啓介編                                 | 都大会本選:銀              |
| 2001 | 小倉啓介   | III:あの丘をこえて 星谷丈生                       | 交響詩「ツァラトゥストラはかく語りき」より 大いなる情景について、舞踏の歌I、舞踏の歌II R.シュトラウス／小倉啓介編        | 都大会本選:銀              |
| 2005 | 雲井雅人   | II:マーチ「春風」 南俊明                          | バレエ音楽「ライモンダ」 グラズノフ／林紀人編                                                                            | 都大会本選:銀              |
| 2012 | 大澤健一   | IV:行進曲「希望の空」 和田信                      | バレエ音楽「アパラチアの春」 コープランド／森田一浩編                                                                    | 都大会本選:銅              |
| 2013 | 大澤健一   | IV:エンターテインメント・マーチ 川北栄樹          | 組曲「モスクワのチェリョムーシカ」 ショスタコーヴィチ／鈴木英史                                                          | 都大会本選:銀              |
| 2014 | 大澤健一   | IV:コンサートマーチ「青葉の街で」 小林武夫        | クープランの墓 ラヴェル                                                                                                  | 都大会予選:金 (代表ならず) |
| 2015 | 大澤健一   | II:マーチ「春の道を歩こう」 佐藤邦宏              | レッドライン・タンゴ マッキー                                                                                            | 都大会本選:銅              |
| 2016 | 大澤健一   | III:ある英雄の記憶～「虹の国と氷の国」より 西村友 | ウインドオーケストラのためのバラッド 高昌帥                                                                              | 都大会予選:銀              |
| 2017 | 大澤健一   | III:インテルメッツォ 保科洋                       | アンティフォナーレ ネリベル                                                                                              | 都大会本選:銀              |
| 2018 | 大澤健一   | Ⅳ:コンサート・マーチ「虹色の未来へ」 郷間幹男     | トリティコ ネリベル | 都大会予選:金 (代表ならず) |
| 2019 | 大澤健一   | II:マーチ「エイプリル・リーフ」 近藤悠介          | オーロラの目覚め マッキー                                                                                                | 都大会本選:銅              |
| 2021 | 大澤健一   | IV:吹奏楽のための「エール・マーチ」 宮下秀樹      | エスカペイド スパニョーラ                                                                                                | 都大会予選:銀              |

## 公演・出演
- サマーコンサート - 毎年7月頃、同大学3号館講堂で開催
- 定期演奏会 - 毎年12月頃、同大学3号館講堂又は武蔵野市民文化会館で開催（2021年で57回目を迎える [2]）
- その他 - 入学式・卒業式、学園祭などの学内演奏、地元・武蔵境を中心とした交流イベント出演、依頼演奏など

## CD販売
過去の全日本吹奏楽コンクールでの亜細亜大学の名演を集めたCD『レジェンダリーII「亜細亜大学吹奏楽団」』がブレーンから出されている。
その他、ソニーレコードより出されたCD『日本の吹奏楽’92/Vol.9大学・職場編』の中に名演として収録されている。